# کاروسو (ترانه)

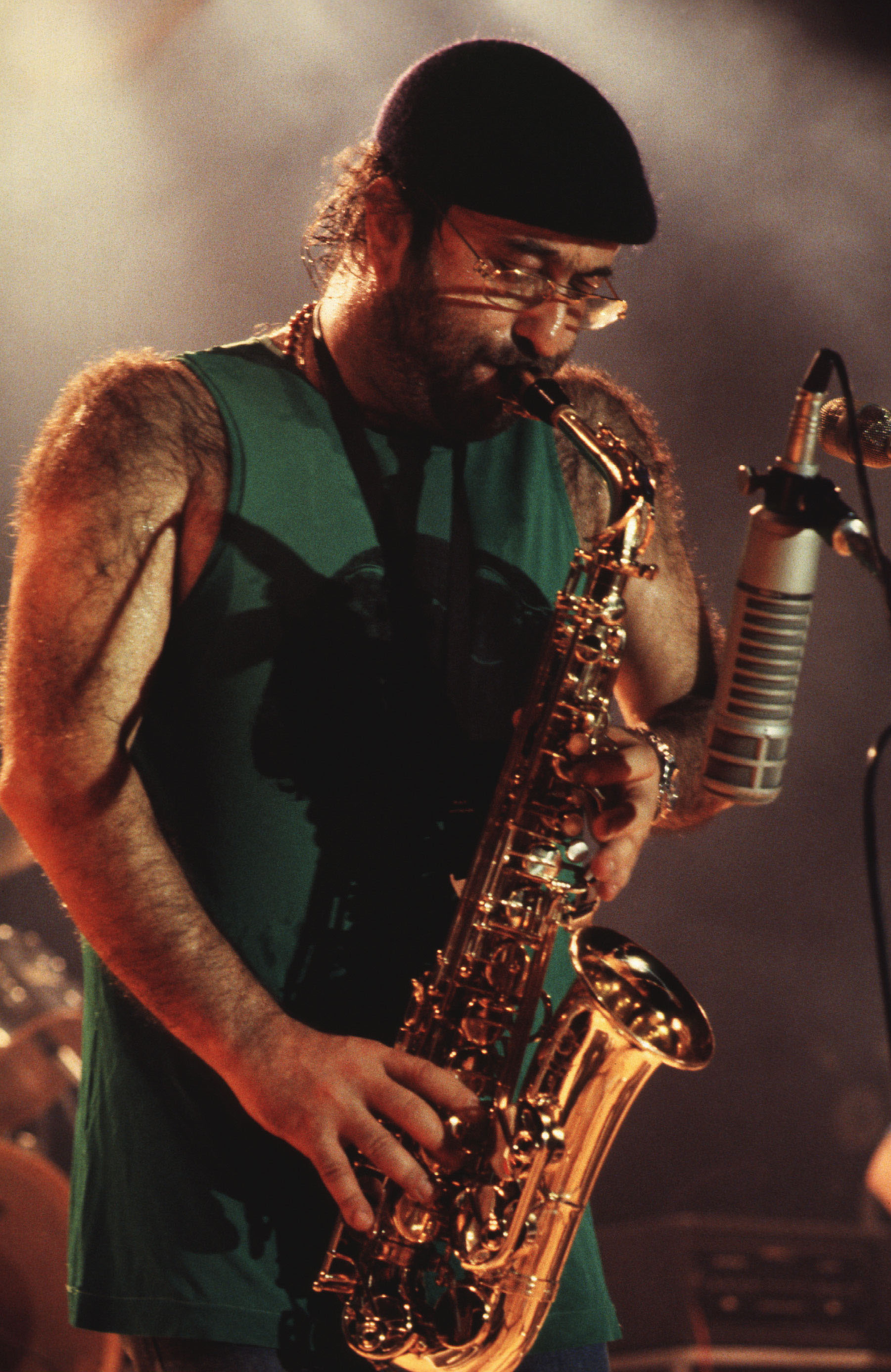
لوچو دالا

کاروسو ترانه‌ای است که توسط خواننده و ترانه‌سرای ایتالیایی لوچو دالا در ۱۹۸۶ تصنیف شده و به انریکو کاروسو خواننده مشهور اپرایی (صدای تنور) ابتدای قرن بیست ایتالیا تقدیم شده‌است. این ترانه پس از مرگ لوچو دلا در چارت تک‌آهنگ‌ها تا دوهفته متوالی در رتبه دوم قرار گرفت. فدراسیون صنعت موسیقی ایتالیا آن را در لیست پلاتینیوم ثبت کرده‌است. خوانندگان متعددی این اثر را اجرا کرده‌اند که عبارت‌اند از:
1. دونالد برازول
2. مایکل کاستالدو
3. ماریو فرانگولیس
4. آنتونیو فورچیونه
5. سابینا اسکوبیا
6. لارا فابین
7. آندریا بوچلی
8. سارا برایتمن
9. لوچیانو پاواروتی
10. جاش گروبن
11. راسل واتسون
12. ایل دیوو
13. سه تنور
14. خولیو ایگلسیاس
15. دیگو ال سیگالا
16. میلوا
17. ویتاس ویتالی ولاداویچ گراچیو
18. سرجیو فرانکی
19. فلوران پاینیه
20. میلوا
21. ویتاس ویتالی ولاداویچ گراچیو
22. سرجیو فرانکی
23. فلوران پاینیه
24. مرسدس سوسا
25. ریکاردو مونتینر
26. باربارا مونئز
27. پل پوتس
28. مارک مسری
29. نیما مسیحا

## متن ترانه به زبانایتالیایی
Qui dove il mare luccica e tira forte il vento

Su una vecchia terrazza davanti al golfo di Surriento

Un uomo abbraccia una ragazza dopo che aveva pianto

Poi si schiarisce la voce e comincia il canto

Te voglio bene assaie ma tanto tanto bene sai

È una catena ormai che scioglie il sangue dint'e vene sai

Vide le luci in mezzo al mare pensò alle notti là in America

Ma erano solo lampare e la bianca scia di un'elica

Sentì il dolore nella musica si alzò dal pianoforte

Ma quando vide la luna uscire da una nuvola

Gli sembrò più dolce anche la morte

Guardo negli occhi la ragazza quegli occhi verdi come il mare

Poi all'improvviso usci una lacrima e lui credette di affogare

Te voglio bene assaie ma tanto tanto bene sai

È una catena ormai che scioglie il sangue dint'e vene sai

Potenza della lirica dove ogni dramma è un falso

Che con un po'di trucco e con la mimica puoi diventare un altro

Ma due occhi che ti guardano così vicini e veri

Ti fan scordare le parole confondono i pensieri

Cosi diventa tutto piccolo anche le notti là in America

Ti volti e vedi la tua vita come là scia di un'elica

Ma si è la vita che finisce ma lui non ci pensò poi tanto

Anzi si sentiva già felice e ricominciò il suo canto

Te voglio bene assaie ma tanto tanto bene sai

È una catena ormai che scioglie il sangue dint'e vene sai

Te voglio bene assaie ma tanto tanto bene sai

È una catena ormai che scioglie il sangue dint'e vene sai

## متن ترانه به زبانفارسی
اینجا همانجایی است که دریا می‌درخشد و باد تندی می‌وزد

روی تراس قدیمی روبروی خلیج سورنتو

مردی در آغوش می‌کشد دخترکی را پس از آن که گریسته بود

سپس صدایش را صاف می‌کند و آواز سر می‌دهد:

دوستت دارم، می‌دانی که خیلی خیلی دوستت دارم.

همینک زنجیری است (عشق تو) که خون را در رگ‌ها ذوب می‌کند. آیا می دانی؟

نورهایی در وسط دریا دید، و به یاد شبهای آنجا، آمریکا افتاد

ولی آن نور فقط چراغ یک قایق بود و رد سفید پروانه‌اش

درد را در موسیقی حس کرد، از پشت پیانو بلند شد

ولی وقتی که دید ماه از پشت ابرها بیرون می‌آید

به نظرش حتی مرگ هم شیرین رسید

نگاهش را به چشمان دخترک دوخت، آن چشمهای سبز بسان دریا

و بعد ناخودآگاه اشکی از گونه‌اش جاری شد، و احساس کرد دارد غرق می‌شود

دوستت دارم، می‌دانی که خیلی خیلی دوستت دارم.

همینک زنجیری است (عشق تو) که خون را در رگ‌ها ذوب می‌کند. آیا می دانی؟

نیروی اپرا جایی که در آن هر نمایشی دروغ است

و با کمی گریم و ادا و اطوار می‌توان به چیز دیگری تبدیل شد،

ولی دو چشمی که به تو نگاه می‌کنند، این‌گونه نزدیک، این‌گونه واقعی،

کلمات را از خاطر می‌برند، و افکارت را در هم می‌ریزند

به این ترتیب همه چیز حقیر می‌شود، حتی شب‌های آمریکا

به عقب برمی‌گردی و زندگی‌ات را همانند رد سفید پروانهٔ قایقی می‌بینی.

آری، این زندگی است که تمام می‌شود و بعد دیگر به آن خیلی فکر نکرد

برعکس فکر می‌کرد راضی است و شاد، و آواز را از سر گرفت:

دوستت دارم، می‌دانی که خیلی خیلی دوستت دارم.

همینک زنجیری است (عشق تو) که خون را در رگ‌ها ذوب می‌کند. آیا می دانی؟

دوستت دارم، می‌دانی که خیلی خیلی دوستت دارم؟

همینک زنجیری است (عشق تو) که خون را در رگ‌ها ذوب می‌کند. آیا می دانی؟